# Loud Like Love (singolo)
Loud Like Love è un singolo del gruppo musicale britannico Placebo, pubblicato il 6 agosto 2013 come secondo estratto dall'album omonimo.

## Video musicale
Il video ufficiale del brano, pubblicato il 14 marzo 2014, come quello del precedente singolo Too Many Friends è stato diretto da Saman Kesh e vede la partecipazione dell'autore Bret Easton Ellis come voce narrante.
Un lyric video ufficiale è stato invece pubblicato in accompagnamento all'uscita del singolo il 6 agosto 2013.

## Tracce
CD promozionale
1. Loud Like Love – 4:26

Vinile 7", download digitale
1. Loud Like Love – 4:51
2. Loud Like Love (Piano Version) – 6:28

EP digitale
1. Loud Like Love – 4:51
2. Loud Like Love (Piano Version) – 6:28
3. Loud Like Love (TWOS Remix) – 4:32
4. Loud Like Love (Villa Remix) – 8:35

## Classifiche
| Classifica (2014) | Posizione massima |
| ----------------- | ----------------- |
| Belgio (Fiandre)  | 64                |
| Belgio (Vallonia) | 85                |
| Francia           | 151               |